# Indy NXT

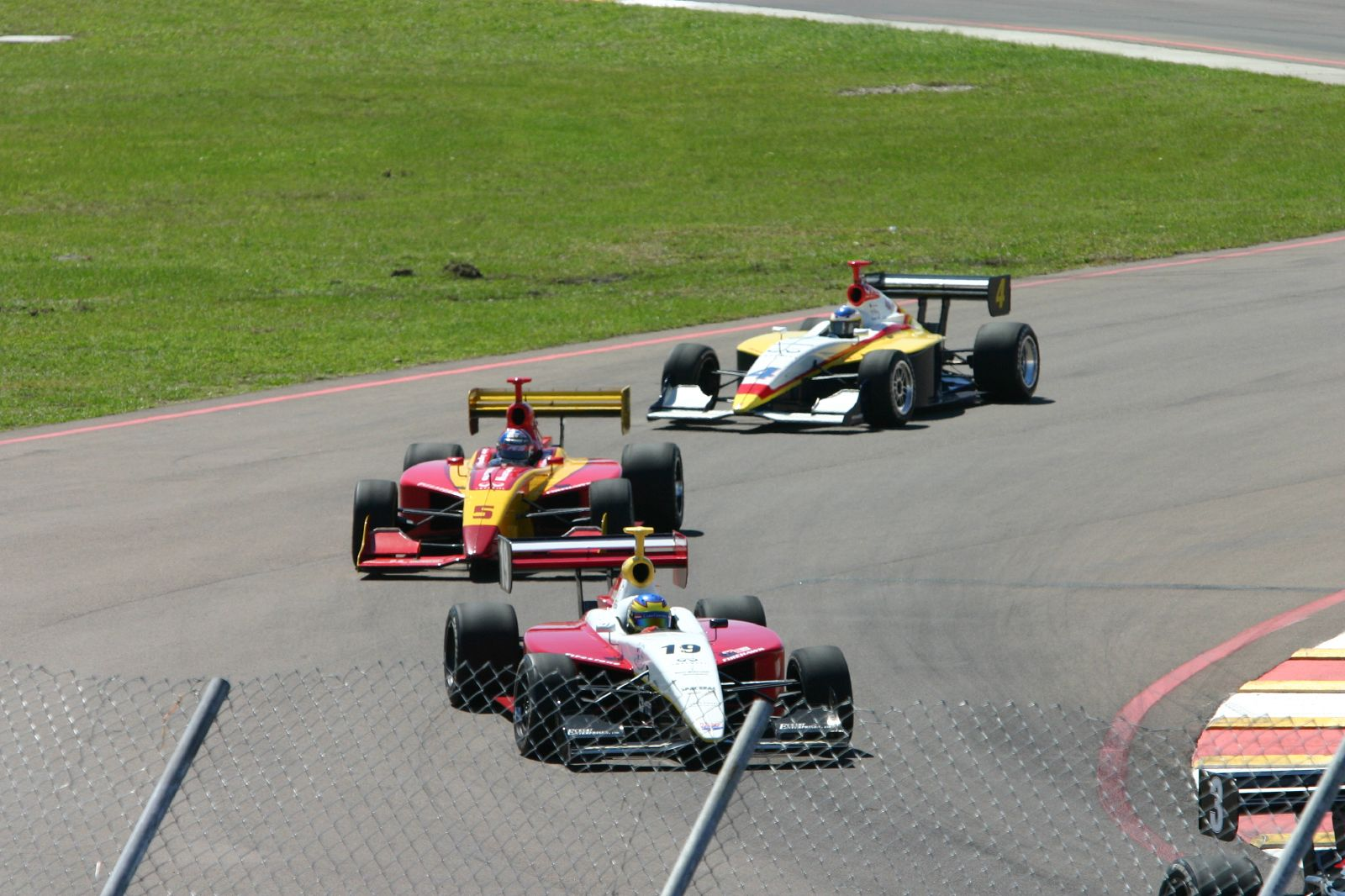
Arie Luyendyk Jr. (midden) tijdens de race in Saint Petersburg in 2005.

Indy NXT, voorheen bekend als Indy Lights, is een Amerikaanse formuleracingklasse die gerund wordt door de organisatie van de Indy Racing League. Het is een ontwikkelingsklasse vergelijkbaar met de Formule 2 ten overstaan van de Formule 1. Het kampioenschap werd tussen 1986 en 2001 georganiseerd door het management de toenmalige Champ Car. Vanaf 2002 kwam het in handen van de Indy Racing League en kreeg het kampioenschap de naam Infiniti Pro Series en vanaf 2006 werd het Indy Pro Series. In 2008 werd de naam veranderd in Indy Lights. Vanaf 2023 rijdt het kampioenschap onder de naam Indy NXT, nadat het een jaar eerder werd overgenomen door Penske Entertainment.
Sinds 2002 rijdt elk team met een chassis van autobouwer Dallara. Voorheen was Lola de leverancier en voor 1993 was het March.

## Belgische deelnemers
- In 1987 reed Didier Theys het kampioenschap voor het Truesports team. In tien races behaalde hij vijf keer de eerste startplaats op de startgrid en won drie races. Hij werd met 137 punten winnaar van het kampioenschap.
- In 1990 werd Eric Bachelart tiende in het kampioenschap. Een tweede plaats in Detroit was zijn beste resultaat. Een jaar later won hij vier races en werd zo de kampioen van 1991 met 174 punten voor het Lanford Racing team.
- Wim Eyckmans reed in 1998 vijf races voor Brian Stewart Racing team. Hij werd met 1 punt 28ste en laatst geklasseerde in het kampioenschap.

## Nederlandse deelnemers
- Arie Luyendyk jr. reed in 2002 voor het Luyendyk Racing team van zijn vader Arie, het kampioenschap en werd vier keer tweede in een race wat hem ook de tweede plaats in het eindklassement opleverde. In 2003 nam hij deel met het Sinden Racing team. Hij werd dat jaar zevende in het kampioenschap. In 2004 reed hij voor twee verschillende teams. De eerste zeven races voor het team van Sam Schmidt en de laatste vijf races voor AFS. Een tweede plaats was zijn beste resultaat en hij werd uiteindelijk derde in het eindklassement. In 2005 werd hij elfde in het kampioenschap en een jaar later vijftiende. In 2007 reed hij twee races om in 2008 terug te keren voor een volledig seizoen. Hij won de race in Chicago en werd vierde in de eindstand met 428 punten.
- In 2009 won Junior Strous uit Wassenaar de eerste twee races van het seizoen op het stratencircuit Saint Petersburg, maar kon het seizoen niet verder zetten wegens het faillissement van zijn sponsor. In 2010 zou Junior Strous eerst voor Team Moore Racing rijden maar een maand later werd het contract ontbonden. Daarna kon hij alsnog racen bij HVM Racing, maar na drie races gingen coureur en team uit elkaar.
- In 2019 nam Rinus van Kalmthout deel aan het kampioenschap. Van Kalmthout, in de Verenigde Staten beter bekend als VeeKay, maakte de opstap na het winnen van het Pro Mazda Championship in 2018. Hij won zes races en werd achter Oliver Askew. tweede in het kampioenschap. In het daaropvolgende seizoen stapte hij over naar de IndyCar Series.

## Technische specificaties auto

### Specificaties (1997-2001)

#### Chassis
- Type: Open-wiel, eenzitter, open-cockpit
- Materialen: Carbon fiber, kevlar
- Gewicht: 649 kg (1430 lbs.)
- Lengte: 4666 mm (183,7 in.)
- Hoogte: 1103 mm (39,5 in.)
- Breedte bodywork: 1396 mm (54,94 in.)
- Maximale breedte: 1974 mm (77,72 in.)
- Wielbasis: 2820 mm (111 in.)
- Wiel diameter: 381 mm (15 in.) x 254mm (10 in.) (voor), 381 mm (15 in.) x 355,6 mm (14 in.) (achter)
- Banden: Dayton Daytona
- Versnellingsbak: Lola-versnellingsbak met 5 versnellingen
- Brandstoftank: 120 liter
- Fabrikant: Lola.

#### Motor
- Type: 4,2 liter V6 motor
- Vermogen: 430 pk (310 kW)
- Fabrikant: Buick

### Specificaties (2002-2014)

#### Chassis
- Type: Open-wiel, eenzitter, open-cockpit
- Materialen: Carbon fiber, kevlar
- Gewicht: 676 kg (1490 lbs.) (Ovals), 694 kg (1530 lbs.) (Wegraces/Stratencircuits)
- Lengte: 4864 mm (191,5 in.)
- Hoogte: 939 mm (37 in.)
- Wielbasis: 2972 mm (117 in.)
- Wieldiameter: 381 mm (15 in.) × 254mm (10 in.) (voor), 381 mm (15 in.) × 355,6 mm (14 in.) (achter)
- Banden: Firestone Firehawks / Cooper Tires
- Versnellingsbak: Ricardo-versnellingsbak met 6 versnellingen
- Fabrikant: Dallara.

#### Motor
- Type: 3,5 liter V8-motor
- RPM: 8200
- Vermogen: 420 pk (310 kW)
- Brandstof: Sunoco ongelode benzine
- Fabrikant: Infiniti

### Specificaties (2015-toekomst)

#### Chassis
- Type: Open-wiel, eenzitter, open-cockpit
- Materialen: Carbon fiber, kevlar
- Gewicht: n.n.b.
- Lengte: n.n.b.
- Hoogte: n.n.b.
- Wielbasis: n.n.b.
- Wiel diameter: n.n.b.
- Banden: Cooper Tires
- Versnellingsbak: n.n.b.
- Fabrikant: Dallara.

#### Motor
- Type: 2,0 liter V4-motor
- RPM: n.n.b.
- Vermogen: 450 pk
- Brandstof: n.n.b.
- Fabrikant: Advanced Engine Research

## Winnaars van het kampioenschap
| Jaar                                         | Winnaar                                    | Team – Constructeur                        | Nationaliteit                              |
| CART American Racing Series                  | CART American Racing Series                | CART American Racing Series                | CART American Racing Series                |
| -------------------------------------------- | ------------------------------------------ | ------------------------------------------ | ------------------------------------------ |
| 1986                                         | Fabrizio Barbazza                          | Arciero Racing                             | Italië                                     |
| 1987                                         | Didier Theys                               | Truesports                                 | België                                     |
| 1988                                         | Jon Beekhuis                               | Enterprise Racing                          | Zwitserland                                |
| 1989                                         | Mike Groff                                 | Leading Edge Motorsport                    | Verenigde Staten                           |
| 1990                                         | Paul Tracy                                 | Landford Racing                            | Canada                                     |
| CART Firestone/PPG/Dayton Indy Lights Series |                                            |                                            |                                            |
| 1991                                         | Eric Bachelart                             | Landford Racing                            | België                                     |
| 1992                                         | Robbie Buhl                                | Leading Edge Motorsport                    | Verenigde Staten                           |
| 1993                                         | Bryan Herta                                | Tasman Motorsports                         | Verenigde Staten                           |
| 1994                                         | Steve Robertson                            | Tasman Motorsports                         | Verenigd Koninkrijk                        |
| 1995                                         | Greg Moore                                 | Forsythe Racing                            | Canada                                     |
| 1996                                         | David Empringham                           | Forsythe Racing                            | Canada                                     |
| 1997                                         | Tony Kanaan                                | Tasman Motorsports                         | Brazilië                                   |
| 1998                                         | Cristiano da Matta                         | Tasman Motorsports                         | Brazilië                                   |
| 1999                                         | Oriol Servia                               | Dorricott Racing                           | Spanje                                     |
| 2000                                         | Scott Dixon                                | PacWest Lights                             | Nieuw-Zeeland                              |
| 2001                                         | Townsend Bell                              | Dorricott Racing                           | Verenigde Staten                           |
| IRL Infiniti Pro Series                      |                                            |                                            |                                            |
| 2002                                         | A.J. Foyt IV                               | A.J. Foyt Enterprises                      | Verenigde Staten                           |
| 2003                                         | Mark Taylor                                | Panther Racing                             | Verenigd Koninkrijk                        |
| 2004                                         | Thiago Medeiros                            | Sam Schmidt Motorsports                    | Brazilië                                   |
| 2005                                         | Wade Cunningham                            | Brian Stewart Racing                       | Nieuw-Zeeland                              |
| IRL Indy Pro Series                          |                                            |                                            |                                            |
| 2006                                         | Jay Howard                                 | Sam Schmidt Motorsports                    | Verenigd Koninkrijk                        |
| 2007                                         | Alex Lloyd                                 | Sam Schmidt Motorsports                    | Verenigd Koninkrijk                        |
| IRL Firestone Indy Lights                    |                                            |                                            |                                            |
| 2008                                         | Raphael Matos                              | AGR-AFS                                    | Brazilië                                   |
| 2009                                         | J.R. Hildebrand                            | AGR-AFS                                    | Verenigde Staten                           |
| IndyCar Firestone Indy Lights                |                                            |                                            |                                            |
| 2010                                         | Jean Karl Vernay                           | Sam Schmidt Motorsports                    | Frankrijk                                  |
| 2011                                         | Josef Newgarden                            | Sam Schmidt Motorsports                    | Verenigde Staten                           |
| 2012                                         | Tristan Vautier                            | Sam Schmidt Motorsports                    | Frankrijk                                  |
| 2013                                         | Sage Karam                                 | Schmidt Peterson Motorsports               | Verenigde Staten                           |
| 2014                                         | Gabby Chaves                               | Belardi Auto Racing                        | Colombia                                   |
| 2015                                         | Spencer Pigot                              | Juncos Racing                              | Verenigde Staten                           |
| 2016                                         | Ed Jones                                   | Carlin                                     | Verenigde Arabische Emiraten               |
| 2017                                         | Kyle Kaiser                                | Juncos Racing                              | Verenigde Staten                           |
| 2018                                         | Patricio O'Ward                            | Juncos Racing                              | Mexico                                     |
| 2019                                         | Oliver Askew                               | Andretti Autosport                         | Verenigde Staten                           |
| 2020                                         | Seizoen afgelast vanwege de coronapandemie | Seizoen afgelast vanwege de coronapandemie | Seizoen afgelast vanwege de coronapandemie |
| 2021                                         | Kyle Kirkwood                              | Andretti Autosport                         | Verenigde Staten                           |
| 2022                                         | Linus Lundqvist                            | HMD Motorsports with Dale Coyne Racing     | Zweden                                     |
| Firestone Indy NXT Series                    |                                            |                                            |                                            |
| 2023                                         | Christian Rasmussen                        | HMD Motorsports with Dale Coyne Racing     | Denemarken                                 |
| 2024                                         | Louis Foster                               | Andretti Global                            | Verenigd Koninkrijk                        |